# Clube de Regatas do Flamengo (pallacanestro)
Il Clube de Regatas do Flamengo è il reparto di pallacanestro del club polisportivo brasiliano omonimo, con sede nella città di Rio de Janeiro, nello stato di Rio de Janeiro. È anche conosciuto come Flamengo Basquete, o anche come FlaBasquete.
La squadra di basket del Flamengo è una delle più tradizionali del Brasile, avendo conquistato, tra i principali titoli, otto Campionati brasiliani, una Liga Sudamericana , una FIBA Americas League, due Basketball Champions League Americas e due Coppe Intercontinentali. Nel 2014, il Flamengo è diventato il primo club del continente a partecipare alla pre-stagione della NBA.
La sezione di pallacanestro maschile del Flamengo è la squadra cestistica più titolata nello Stato di Rio. Tra il 1951 e il 1960 è riuscita a vincere 10 campionati carioca di fila. La squadra di quegli anni era una delle più forti in tutto il Brasile (3 campionati nazionali vinti). Nelle sue file hanno militato giocatori come Oscar Schmidt e Fernando Pereira.

## Storia

Il quintetto del Flamengo nel 1959.

La sezione di pallacanestro dei rossonero ha iniziato il suo percorso nel club nel 1919. In quell’anno vinse il primo campionato di pallacanestro organizzato in Brasile, il Campeonato da Cidade do Rio de Janeiro, organizzato dalla Liga Metropolitana de Desportos Terrestres. Tuttavia, questo titolo non è considerato ufficiale dalla Federação de Basquetebol do Estado do Rio de Janeiro (FBERJ). Il primo titolo riconosciuto del Campionato carioca arrivò nel 1932, ultimo torneo dell’era amatoriale del basket, seguito dal tris consecutivo nel 1933 (quest’ultimo da imbattuto), 1934 e 1935, già in epoca professionistica.
Sempre nel 1934, il Flamengo vinse il torneo brasiliano organizzato dalla Confederação Brasileira de Desportos (CBD). Tuttavia, questo titolo non è riconosciuto ufficialmente dalla Federazione cestistica del Brasile (CBB), poiché all’epoca esistevano due entità: la CBD e la Federação Brasileira de Basketball, fondata nel 1933 con uno statuto professionale e che anni dopo sarebbe diventata la CBB. La CBD non riconosceva la Federação, poiché approvava solo entità e leghe amatoriali. Solo nel 1965 le due istituzioni si fusero, dando vita alla Taça Brasil de Basquete, il primo Campionato Brasiliano ufficiale. Pertanto, i titoli vinti dal Flamengo nel periodo di scissione, tra le due federazioni, non sono riconosciuti ufficialmente dalla CBB.

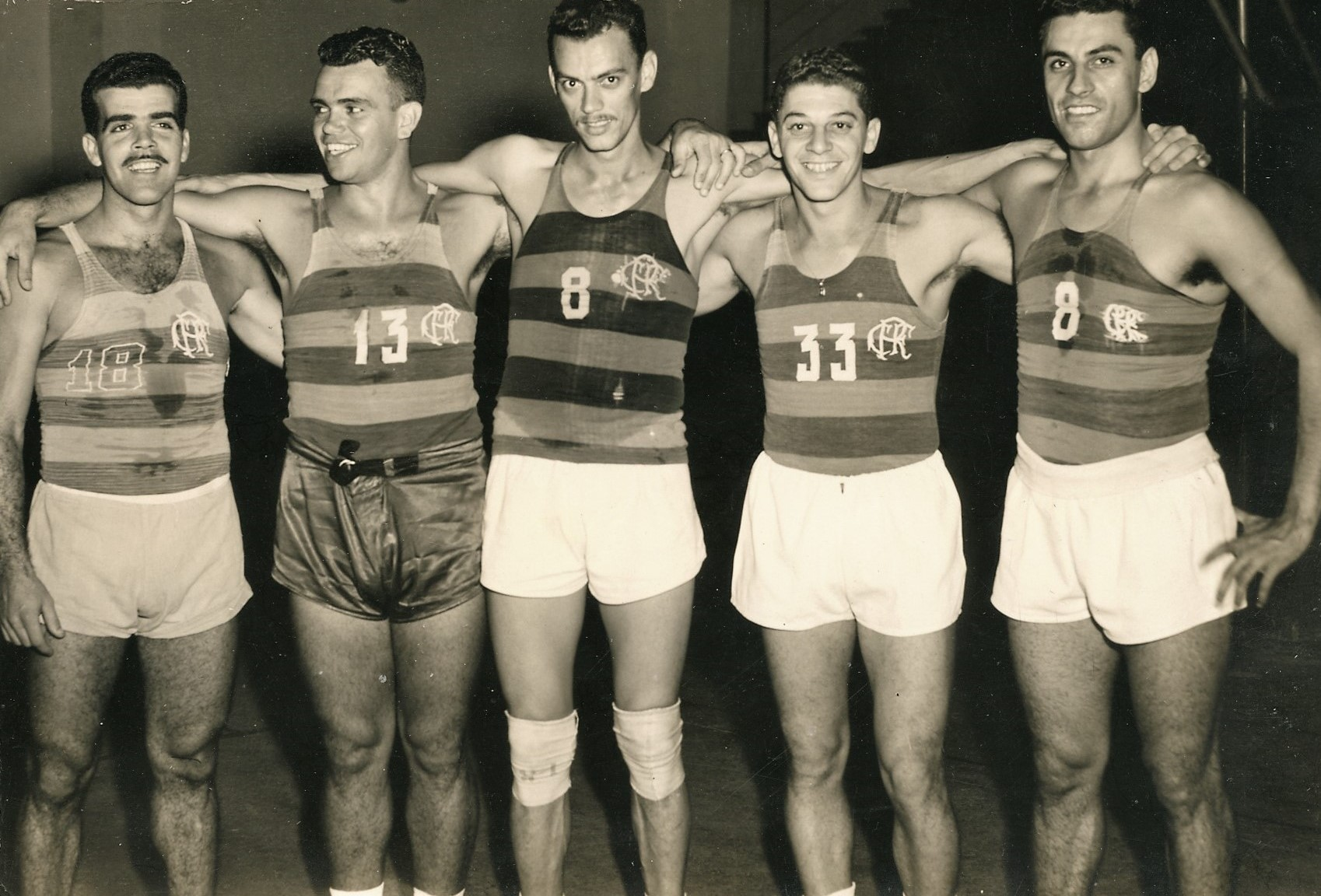
Il quintetto della squadra 1952.

Dopo tredici anni, la direzione tecnica passò a Togo Renan Soares, detto Kanela, oggi nome di uno dei palazzetti del club. Il nuovo allenatore rivoluzionò la storia del basket rossonero, ponendo fine alla “siccità” di titoli. Nel 1948 e 1949 il Flamengo fu campione statale. Nel 1951 Gilberto Cardoso divenne presidente, inaugurando il decennio d’oro del basket del Flamengo. Dal 1951 al 1960, la squadra fu deca-campione carioca, con 193 vittorie e solo quattro sconfitte. In quegli anni, il club ebbe giocatori leggendari come Mário Jorge, Algodão, Gedeão, Alfredo, Godinho, Guguta, Waldir Boccardo, Fernando Brobró (campione del mondo nel 1959 e nel 1963), Arthur, Zé Mário, Tião Gimenez e Ardelum.
Questa generazione vinse anche tre tornei brasiliani organizzati dalla CBD nel 1949, 1951 e 1953. Anche questi però non sono riconosciuti come titoli ufficiali del Campionato Brasiliano.
Il Flamengo fu il primo club brasiliano a vincere un titolo internazionale nel basket: il Campeonato Sudamericano de Clubes Campeones de Básquetbol del 1953, svoltosi ad Antofagasta, in Cile. In quel torneo, il Flamengo chiuse al primo posto insieme al Santa Fé (Argentina) e all'Olimpia (Paraguay).

Algodão, legenda del Fla negli anni cinquanta.

Nell’agosto 1956, i San Francisco Dons, guidati da un giovanissimo e promettente Bill Russell, visitarono il Brasile e affrontarono in amichevole anche il Flamengo. Il risultato fu 68-54 per gli americani. All’epoca, alcuni giornali affermarono che la squadra dell'università californiana fosse superiore persino alla nazionale USA, campione del mondo 1954 in finale proprio contro il Brasile.
Il Flamengo tornò a vincere il Campionato Carioca maschile nel 1962, 1964, 1975, 1977, 1982, 1984, 1985, 1986, 1990, 1994, 1995, 1996, 1998, 1999 e 2002. Attualmente è pentadeca-campione statale, avendo vinto tutti i titoli tra il 2005 e il 2023 (escluso il 2017, anno in cui non si disputò il campionato). Nelle decadi 1970 e 1980 il protagonista fu Pedrinho. Tra il 1999 e il 2003, la grande stella fu Oscar Schmidt, la mano santa, che concluse la carriera nel club.
A partire dal 2008, il Flamengo ha iniziato a ottenere titoli più rilevanti. Quell’anno vinse per la prima volta il Campeonato Nacional de Basquete, battendo i Lobos Brasília per 3-0 nella serie delle finali. Nella stagione 2008-2009 vinse anche il Campionato Carioca, la prima edizione della Liga Sudamericana superando in finale la squadra dell'Argentina del Quimsa per 98 a 96 e il suo secondo Campionato Brasiliano, primo della nuova era del Novo Basquete Brasil (NBB), vincendo nuovamente contro il Brasília per 3-2 in finale Lobos Brasília.
Dopo i secondi posti nel NBB 2009-10 e nella Liga Sudamericana 2010, perdendo in entrambe le competizione contro il Brasília, il Flamengo tornò campione nazionale al termine del NBB 2012-13 battendo l'Unitri/Uberlândia per 77-70 in finale. Cominciò così un periodo di dominio rossonero nella pallacanestro del Brasile. Nella stagione 2013-14 il Flamengo fu campione imbattuto della FIBA Americas League 2014, vincendo la finale tutta brasiliana contro il Pinheiros, con il risultato di 85-78 in un Ginásio do Maracanãzinho gremito di tifosi rossoneri. Il Flamengo vinse anche il secondo titolo consecutivo, conquistando il NBB 2013-14 dopo aver vinto la finalissima contro il Paulistano per 78-73.
La stagione 2014-15 portò poi la vittoria più importante nella storia del basket rossonero: la Coppa Intercontinentale. Il Flamengo affrontò per il titolo la squadra del Maccabi Tel Aviv, campione della Euroleague Basketball 2013-2014. Dopo aver perso la prima partita per 69-66, nella seconda la squadra brasiliana vinse per 90-77 e conquistò il trofeo mondiale. Con questo traguardo, il Flamengo si unì a Barcellona e Real Madrid come unici società sportive ad aver vinto il titolo mondiale per club sia nel calcio che nella pallacanestro.
Dopo il trionfo mondiale, il Flamengo fu invitato alla pre-season della NBA, diventando il primo club del continente a disputare partite di preparazione sul suolo americano. La squadra chiuse inoltre la stagione con la conquista del NBB 2014-15, battendo il Bauru per 2-0 nella serie finale, diventando così il club più titolato della nuova era del Novo Basquete Brasil.

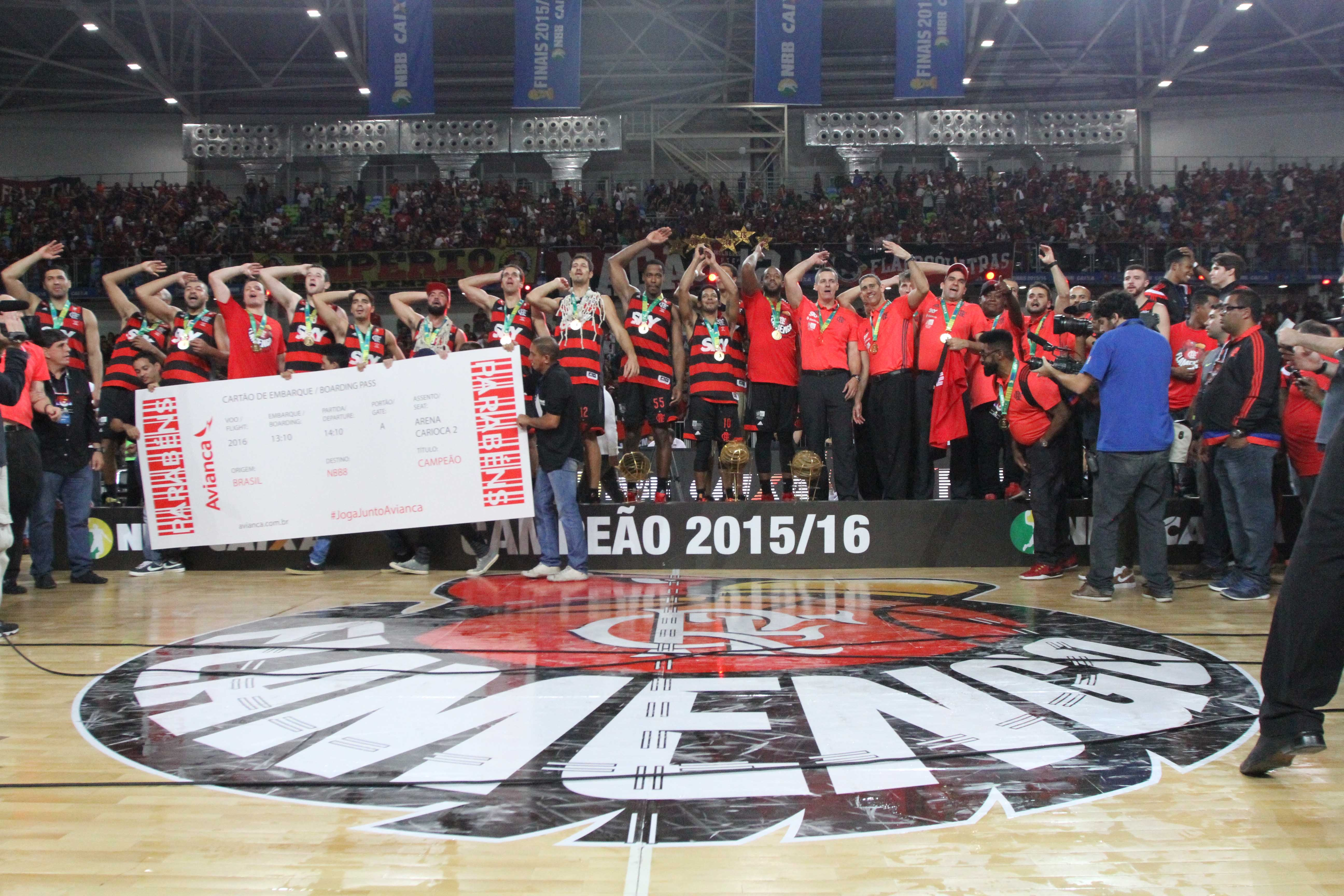
I Mengão durante la premiazione per la vittoria del NBB 2015

Nel Novo Basquete Brasil 2015-16 il Flamengo affrontò di nuovo il Bauru in finale, nella serie al meglio delle 5, e vinse per 3-2 la serie, conquistando il quarto titolo del NBB consecutivo ed eguagliando il record del Monte Líbano, che aveva vinto quattro campionati nazionali negli anni ’80.
A fine 2018 il Flamengo conquistò un altro titolo inedito: la prima edizione della Copa Super 8, battendo in finale il Franca per 79-75 in trasferta. Nel febbraio 2019 il club ospitò la Coppa Intercontinentale, ma perse in finale contro l’AEK Atene per 86-70. Nel Novo Basquete Brasil 2018-19, il Flamengo tornò in finale dopo due stagioni di assenza, nuovamente contro il Franca. Dopo cinque gare combattute, i rossoneri vinsero la decisiva gara cinque, vincendo la serie per 3-2, e conquistando il settimo titolo brasiliano nella stagione del centenario della sezione di pallacanestro del Flamengo.
La stagione 2020-21 fu ricca di titoli per il club di Rio de Janeiro, infatti arrivarono la conquista: del 46º Campionato Carioca, della Copa Super 8 vinta contro il São Paulo per 79-71 , ed anche quella del NBB 2020-21, ancora contro il São Paulo, con un secco 3-0 nella serie finale. 

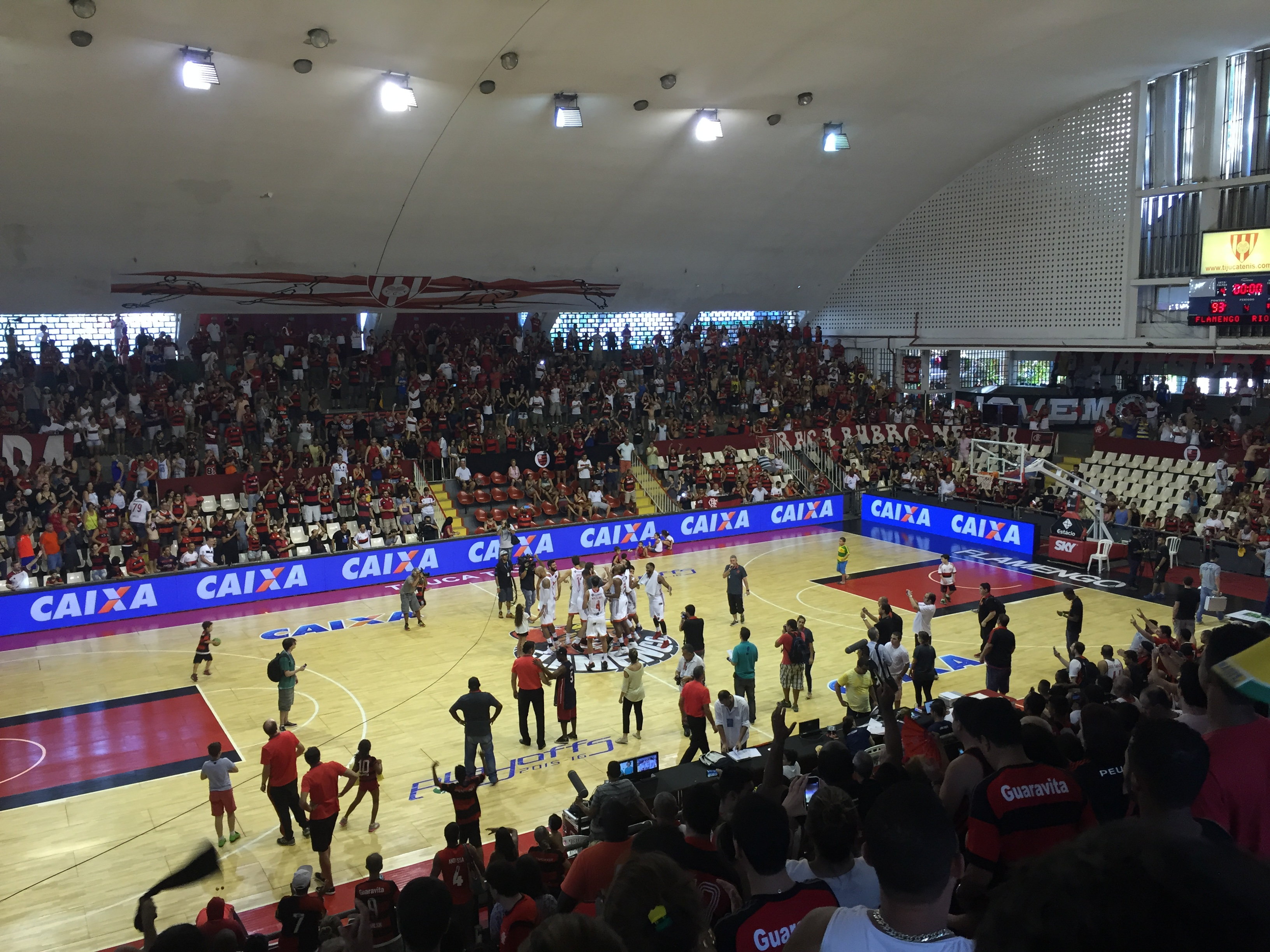
I giocatori del Flamengo festeggiano la vittoria per 3-0 contro il Rio Claro e l’accesso alle semifinali del NBB 2016, sul parquet del Ginásio Álvaro Vieira Lima.

Il Flamengo inoltre in questa stagione tornò anche al successo in campo internazionale, conquistando la vittoria della seconda edizione della Basketball Champions League Americas, battendo in finale la squadra del Nicaragua del Real Estelí per 84-80, trascinati da Rafael Hettsheimeir e Marquinhos.
Nella Coppa Intercontinentale 2022, il Flamengo superò il Lakeland Magic (vincitore della NBA G League) per 94-71 in semifinale, per poi battere in finale il San Pablo Burgos (campione della Basketball Champions League) per 75-62 trascinato dai 17 punti di Olivinha e dalle prestazioni dell'MVP della competizione, Luke Martínez; grazie a questo titolo la squadra è diventata campione del mondo per la seconda volta nella sua storia ed il club brasiliano con più titoli nella Coppa Intercontinentale.
Nella stagione 2024-2025, il Flamengo ha scritto un’altra pagina gloriosa nella sua storia cestistica conquistando per la seconda volta la Basketball Champions League Americas. La vittoria è arrivata il 20 aprile 2025, al Maracanãzinho di Rio de Janeiro, dove la squadra rossonera ha travolto gli argentini del Boca Juniors con un perentorio 83 a 57. Il protagonista assoluto della finale è stato Alexey Borges, che ha guidato il Flamengo durante tutta la competizione, venendo anche premiato come MVP del torneo e della finale. Con questo successo, il Flamengo è diventato il primo club brasiliano a conquistare due edizioni della Basketball Champions League Americas, affermandosi come una delle principali potenze del basket continentale. La vittoria ha anche garantito al club la qualificazione alla Coppa Intercontinentale 2025, la quarta edizione della competizione a cui la squadra prenderà parte.

## Palazzetto
Nel 2014, il Flamengo presentò il suo progetto per la costruzione dell’Arena Polivalente Gávea in collaborazione con la catena di fast food McDonald's. La nuova arena avrebbe dovuto avere una capienza di 3.800 spettatori, ed oltre al basket, era previsto il suo utilizzo anche per le manifestazioni di altri sport, come il futsal e la pallavolo. La realizzazione del progetto però ha incontrato numerosi ostacoli, ed al 2025 i lavori per la costruzione dell'arena non sono ancora iniziati.
Il Flamengo, nell'attesa di avere un proprio palazzetto adatto ai standard moderni, disputa le proprie partite casalinghe al Ginásio do Maracanãzinho o all’Arena Carioca 1.
Ginásio do Maracanãzinho
Il Ginásio Gilberto Cardoso, più conosciuto come Maracanãzinho ("piccolo Maracanã"), è uno dei palazzetti più iconici del Brasile. Situato a Rio de Janeiro, accanto al celebre Stadio Maracanã, fu inaugurato nel 1954 e può ospitare circa 11.800 spettatori. La struttura è storicamente legata a grandi eventi sportivi e culturali, tra cui tornei internazionali di pallavolo, concerti e, ovviamente, partite di basket.

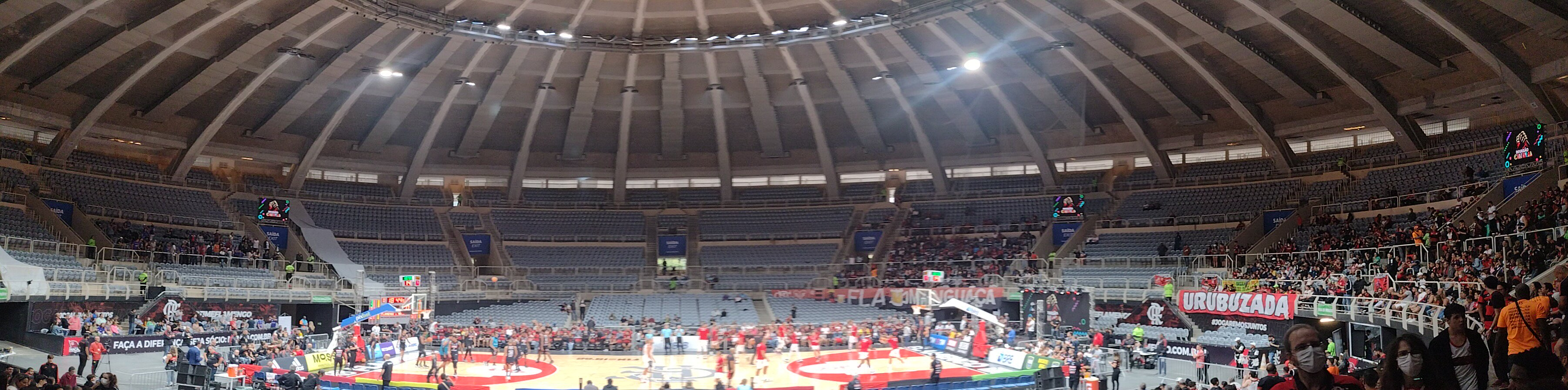
Panoramica del Ginásio do Maracanãzinho prima di una partita del Fla nel 2022.

Nel corso degli anni, il Maracanãzinho è diventato un punto di riferimento per il Flamengo, ospitando molte delle sue partite più importanti, tra cui finali nazionali e continentali. La sua posizione centrale, la capienza e la tradizione lo rendono il palcoscenico ideale per i grandi appuntamenti del FlaBasquete. Inoltre, è stato completamente rinnovato in occasione dei Giochi Panamericani 2007 e dei Giochi Olimpici di Rio 2016, offrendo oggi strutture moderne e all’avanguardia.
Arena Carioca 1
L’Arena Carioca 1 è una delle tre arene costruite all’interno del complesso del Parco Olimpico di Barra da Tijuca per i Giochi di Rio 2016. Inaugurata proprio in vista dell’evento olimpico, l’arena ha una capienza di circa 6.000 spettatori e fu principalmente utilizzata per il torneo olimpico di basket.
Dopo le Olimpiadi, l'Arena Carioca 1 è diventata una delle sedi principali per eventi sportivi e culturali nella zona ovest di Rio, tra cui competizioni nazionali e internazionali di pallacanestro, futsal e judo. Il Flamengo vi disputa numerose partite del campionato NBB, specialmente in occasione di sfide di alto livello, grazie alla modernità dell’impianto, alla visibilità eccellente e ai servizi offerti al pubblico e agli atleti.

## Sponsor
| Periodo       | Sponsor Tecnico | Sponsor Principali      |
| ------------- | --------------- | ----------------------- |
| 1993–2000     | Umbro           | Lubrax                  |
| 2001–2008     | Nike            | Lubrax                  |
| 2009          | Olympikus       | Olympikus Tube          |
| 2010–2012     | Olympikus       | Banco BMG / SKY         |
| 2013–2015     | Adidas          | SKY / Estácio / Peugeot |
| 2015–2016     | Adidas          | SKY / Estácio           |
| 2016–2017     | Adidas          | Estácio / UBER          |
| 2017–2019     | Adidas          | Thinkseg / Estácio      |
| 2019–2024     | Adidas          | BRB                     |
| 2024-presente | Adidas          | Pixbet                  |

## Palmarès

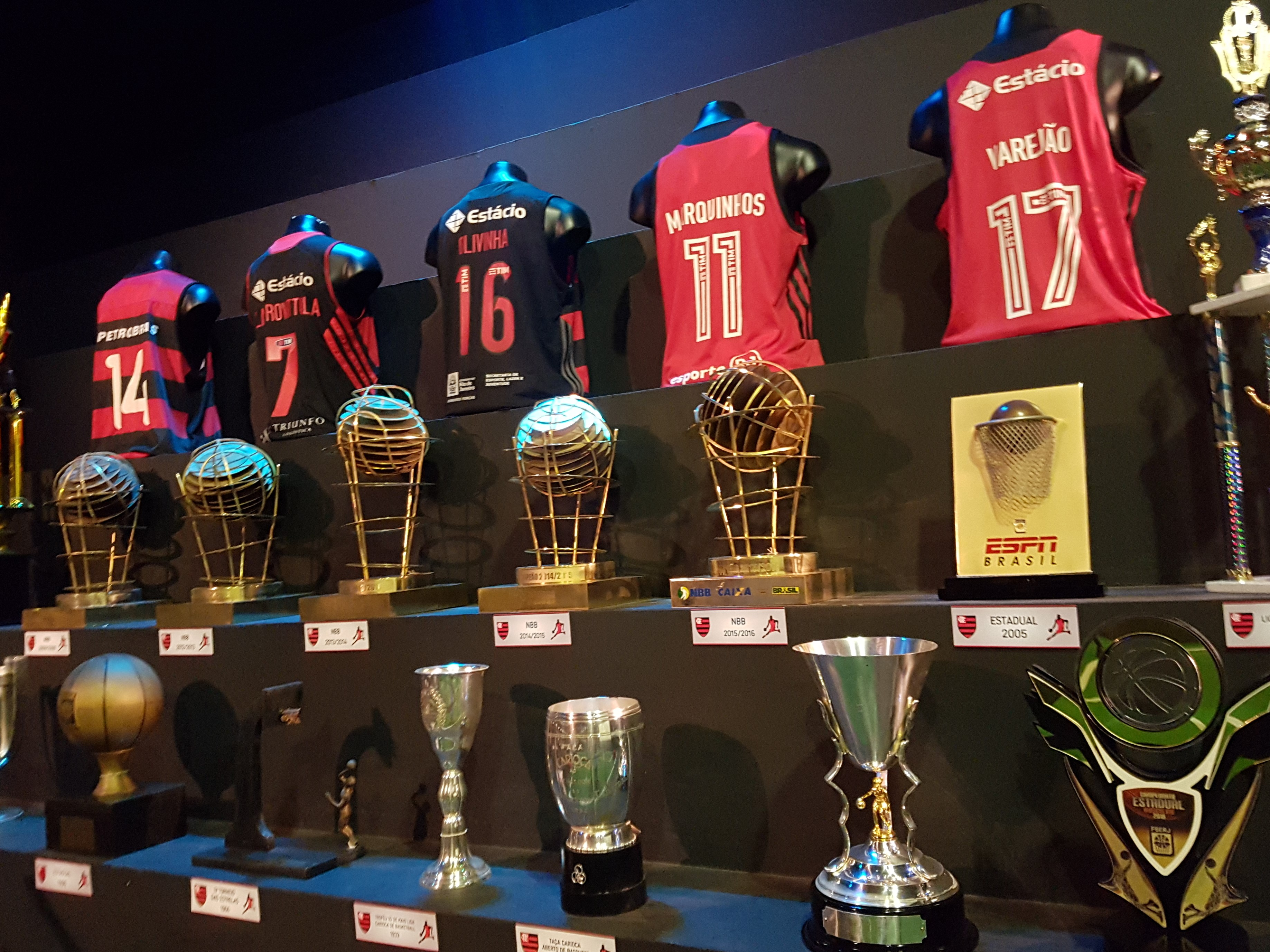
Diversi trofei e divise storiche del Flamengo in esposizione nel museo del club.

### Titoli nazionali
- Novo Basquete Brasil: 7 (record)

2009, 2012-2013, 2013-2014, 2014-2015, 2015-2016, 2018-2019, 2020-2021
- Campeonato Brasileiro de Basquete: 1

2008
- Copa Super 8: 4 (record)

2018, 2020-2021, 2023-2024, 2024-2025

### Titoli internazionali
- Coppa Intercontinentale: 2

2014, 2022
- Basketball Champions League Americas: 2

2020-2021, 2024-2025
- FIBA Americas League: 1

2014
- Liga Sudamericana: 1

2009
- Campeonato Sudamericano de Clubes Campeones de Básquetbol: 1

1953

### Titoli statali
- Campionato Carioca: 49 (record)

1932, 1933, 1934, 1935, 1948, 1949, 1951, 1952, 1953, 1954, 1955, 1956, 1957, 1958, 1959, 1960, 1962, 1964, 1975, 1977, 1982, 1984, 1985, 1986, 1990, 1994, 1995, 1996, 1998, 1999, 2002, 2005, 2006, 2007, 2008, 2009, 2010, 2011, 2012, 2013, 2014, 2015, 2016, 2018, 2019, 2020, 2021, 2022, 2023
- Campeonato da Cidade do Rio de Janeiro: 2

1919, 1932
- Taça Rio de Janeiro: 4

1982, 1985, 1986, 1987
- Taça Kanela: 3

1988, 1989, 1990
- Torneio Rio-São Paulo: 1

1920

## Organico attuale
Organico per la stagione sportiva 2024-2025
| Roster CR Flamengo 2024-2025. | Roster CR Flamengo 2024-2025. |
| Giocatori                     | Staff tecnico                 |
| ----------------------------- | ----------------------------- |

| N. | Naz.                   | Ruolo | Nome              | Anno | Alt.   | Peso   |  |
| -- | ---------------------- | ----- | ----------------- | ---- | ------ | ------ |  |
| 1  | Brasile (bandiera)     | G     | Gui Deodato       | 1991 | 192 cm | 92 kg  |  |
| 3  | Brasile (bandiera)     | AP    | Luan Oliveira     | 2002 | 190 cm | 87 kg  |  |
| 6  | Argentina (bandiera)   | PG    | Franco Balbi      | 1989 | 188 cm | 80 kg  |  |
| 7  | Brasile (bandiera)     | G     | Jhonatan Luz      | 1987 | 199 cm | 100 kg |  |
| 8  | Stati Uniti (bandiera) | AG    | Jordan Willians   | 1992 | 198 cm | 117 kg |  |
| 20 | Brasile (bandiera)     | PG    | Yan Marun         | 2004 | 184 cm | 80 kg  |  |
| 22 | Stati Uniti (bandiera) | G     | Shaquille Johnson | 1990 | 196 cm | 95 kg  |  |
| 23 | Brasile (bandiera)     | AG    | Kayo Gonçalves    | 1999 | 204 cm | 105 kg |  |
| 24 | Brasile (bandiera)     | AG    | Lucas Siewert     | 2006 | 208 cm | 105 kg |  |
| 30 | Brasile (bandiera)     | C     | Ruan Miranda      | 2001 | 205 cm | 112 kg |  |
| 24 | Brasile (bandiera)     | C     | Italo Honorato    | 2001 | 206 cm | 112 kg |  |
| 47 | Brasile (bandiera)     | PG    | Alexey Borges     | 1995 | 181 cm | 75 kg  |  |
| 83 | Argentina (bandiera)   | AG    | Tayavek Gallizzi  | 1993 | 205 cm | 104 kg |  |
| 90 | Brasile (bandiera)     | AP    | Tulio Souza       | 2005 | 185 cm | 78 kg  |  |
| 92 | Brasile (bandiera)     | G     | Matheus Gueiros   | 1987 | 185 cm | 78 kg  |  |

| Allenatore |
| - Sergio Santos Hernández                                                                                       |
| Assistente/i |
| - Fernando Pereira - Rodrigo Alves - Diego Jeleilate (Team manager) Legenda - (C) Capitano - Infortunato Roster |

## Partite contro squadre NBA
| Phoenix 8 ottobre 2014 | Phoenix Suns | 100 – 88 (21–26, 33–17, 17–23) | Flamengo | PHX Arena (8.041 spett.) |
| \| \| \| \| \| Thomas 18 \| Punti \| 16 Marcelinho \| \| Thomas 4 \| Assist \| 12 Laprovittola \| \| M. Morris 7 \| Rimbalzi \| 8 Felício \| |              |                                |          |                          |
| |              |                                |          |                          |
| Thomas 18 | Punti        | 16 Marcelinho                  |          |                          |
| Thomas 4 | Assist       | 12 Laprovittola                |          |                          |
| M. Morris 7 | Rimbalzi     | 8 Felício                      |          |                          |

| Orlando (Florida) 15 ottobre 2014 | Orlando Magic | 106 – 88 (34–23, 21–26, 29–23) | Flamengo | Kia Center (13.734 spett.) |
| \| \| \| \| \| Vučević 20 \| Punti \| 20 Marcelinho \| \| Ridnour 5 \| Assist \| 9 Laprovittola \| \| Vučević 11 \| Rimbalzi \| 8 Olivinha \| |               |                                |          |                            |
| |               |                                |          |                            |
| Vučević 20 | Punti         | 20 Marcelinho                  |          |                            |
| Ridnour 5 | Assist        | 9 Laprovittola                 |          |                            |
| Vučević 11 | Rimbalzi      | 8 Olivinha                     |          |                            |

| Memphis 17 ottobre 2014 | Memphis Grizzlies | 112 – 72 (27–20, 35–21, 24–13) | Flamengo | FedExForum (10.969 spett.) |
| \| \| \| \| \| M. Gasol 15 \| Punti \| 17 Marcelinho \| \| Conley 7 \| Assist \| 6 Gegê \| \| M. Gasol, Randolph 8 \| Rimbalzi \| 7 Felício \| |                   |                                |          |                            |
| |                   |                                |          |                            |
| M. Gasol 15 | Punti             | 17 Marcelinho                  |          |                            |
| Conley 7 | Assist            | 6 Gegê                         |          |                            |
| M. Gasol, Randolph 8 | Rimbalzi          | 7 Felício                      |          |                            |

| Rio de Janeiro 17 ottobre 2015 | Flamengo | 73 – 90 (16-27, 18–24, 17-27) | Orlando Magic | Jeunesse Arena (14.894 spett.) |
| \| \| \| \| \| Marcelinho 17 \| Punti \| 18 Vučević \| \| Marcelinho 5 \| Assist \| 3 Oladipo, Napier \| \| Meyinsse, Rafa Luz 7 \| Rimbalzi \| 9 Oladipo \| |          |                               |               |                                |
| |          |                               |               |                                |
| Marcelinho 17 | Punti    | 18 Vučević                    |               |                                |
| Marcelinho 5 | Assist   | 3 Oladipo, Napier             |               |                                |
| Meyinsse, Rafa Luz 7 | Rimbalzi | 9 Oladipo                     |               |                                |

| Orlando (Florida) 5 ottobre 2018                                                                                                 | Orlando Magic | 119 – 82 (31–16, 36–27, 20–20) | Flamengo | Kia Center (14.667 spett.) |
| \| \| \| \| \| Gordon 29 \| Punti \| 18 Marquinhos \| \| Grant 7 \| Assist \| 8 Balbi \| \| Bamba 9 \| Rimbalzi \| 12 Varejão \| |               |                                |          |                            |
| |               |                                |          |                            |
| Gordon 29 | Punti         | 18 Marquinhos                  |          |                            |
| Grant 7 | Assist        | 8 Balbi                        |          |                            |
| Bamba 9 | Rimbalzi      | 12 Varejão                     |          |                            |

| Orlando (Florida) 20 ottobre 2023                                                                                                  | Orlando Magic | 109 – 76 (21–26, 33–17, 17–23) | Flamengo | Kia Center (16.624 spett.) |
| \| \| \| \| \| Queen 24 \| Punti \| 16 Deodato \| \| Black 5 \| Assist \| 6 Machado \| \| Schofield 9 \| Rimbalzi \| 9 Olivinha \| |               |                                |          |                            |
| |               |                                |          |                            |
| Queen 24 | Punti         | 16 Deodato                     |          |                            |
| Black 5 | Assist        | 6 Machado                      |          |                            |
| Schofield 9 | Rimbalzi      | 9 Olivinha                     |          |                            |

## Cestisti

### Numeri ritirati
| Numeri ritirati dal Flamengo |                    |               |           |           |             |
| N°                           | Naz.               | Giocatore     | Posizione | Periodo   | Data Ritiro |
| 14                           | Brasile (bandiera) | Oscar Schmidt | SF        | 1999-2003 | 2003        |

### Cestisti celebri
- Affonso Évora
- Alfredo da Motta
- Algodão
- Carioquinha
- Fernando Brobró
- Hélio "Godinho"
- Marcelo Vido
- Marquinhos Leite
- Mário Hermes
- Maury de Souza
- Milton Setrini
- Paulinho Villas-Boas
- Ricardo Guimarães
- Sérgio Macarrão
- Waldir Boccardo
- Nilo Guimarães (1984–1985)
- Olívia (1995–1998, 2000–2004, 2005–2007)
- Pipoka (1998–2001)
- Ratto (1998–2001)
- Oscar Schmidt (1999–2003)
- Josuel dos Santos (1999–2005)
- Carlos Olivinha (2003–2009, 2012–)
- Duda Machado (2004, 2007–2013)
- Marcelinho Machado (2007–2018)
- Rafael Araújo (2009, 2010–2011)
- Gegê Chaia (2010–2011, 2012–2016)
- Caio Torres (2011–2013)
- Leandro Barbosa (2011)
- Marquinhos Vieira (2012–2021)
- Vítor Benite (2012–2015)
- Cristiano Felício (2013–2015)
- J.P. Batista (2015–2018, 2021–2022)
- Rafael Luz (2015–2016)
- Rafael Mineiro (2015–2017, 2018–2023)
- Ricardo Fischer (2016–2017, 2023)
- Anderson Varejão (2018–2019)
- Rafael Hettsheimeir (2020–2021)
- Yago dos Santos (2020–2022)
- Vítor Faverani (2021–2023)
- Scott Machado (2023–)
- Federico Kammerichs (2011–2012)
- Nicolás Laprovíttola (2013–2015)
- Walter Herrmann (2014–2015)
- Franco Balbi (2018–2022, 2023–)
- Luciano González (2020–2021)
- José Vildoza (2022–2023)
- Martín Cuello (2022–)
- Penka Aguirre (2022–2023)
- David Nesbitt (2018–2019)
- Ronald Ramón (2016–2018)
- Luke Martínez (2020–2023)
- Marc Brown (1997–1998, 2003–2004)
- David Jackson (2011–2012)
- Jerome Meyinsse (2013–2016)
- M.J. Rhett (2017–2018)
- Brandon Robinson (2021–2022)
- Dar Tucker (2021–2022)
- David Cubillán (2017–2018)

### Medagliati con la Seleção
Giochi Olimpici
- Algodão (Londra 1948, Roma 1960)
- Afonso de Azevedo Évora (Londra 1948)
- Alfredo da Motta (Londra 1948)
- Fernando Brobró (Roma 1960)
- Waldir Boccardo (Roma 1960)

Mondiali
- Algodão (Brasile 1954)
- Alfredo da Motta (Brasile 1954)
- Algodão (Cile 1959)
- Fernando Brobró (Cile 1959)
- Carioquinha(Filippine 1978)

## Allenatori
| Nome                      | Periodo         |
| ------------------------- | --------------- |
| Kanela                    | 1948 - 1970     |
| Miguel Ângelo da Luz      | 1994 - 1996     |
| Zé Boquinha               | 1998            |
| Miguel Ângelo da Luz      | 2002            |
| Paulo Teixeira de Sampaio | 2005-2011       |
| Gonzalo Eugenio García    | 2011-2012       |
| José Alves Neto           | 2012-2018       |
| Gustavo de Conti          | 2018-2025       |
| Sergio Santos Hernández   | 2025- in carica |